# Ilustración Nariñense
Ilustración Nariñense fue una revista colombiana de la ciudad de San Juan de Pasto que registraba a partir de su fundación en 1924 por Rafael Delgado Ch. (director propietario de la revista), "mensual o quincenalmente, la actividad social, económica, gubernamental y de todo orden de la ciudad de Pasto; su director manejaba el primer fotograbado llegado a Pasto a la Imprenta Departamental, lo que le permitía registrar gráficamente su publicación". La revista fue impresa en los talleres del Editorial Cervantes en Pasto y era "registrada para el curso libre de porte para el servicio interior", con licencia N° 525 del 18 de julio de 1937, Imprenta Imperial en Pasto (años 1920 adelante).
La primera edición (número 1 de la serie 1) fue publicada en noviembre de 1924.
"Como la hidalguía es la enseña que debe mostrar el periodista a sus lectores, Ilustración Nariñense no bajará al terreno de la maledicencia, ni se verá enrolada en la politiquería de pasiones personalistas que tanto obstaculiza el avance de la prosperidad de los pueblos." (Ilustración Nariñense, vol. 1, n°1, p.1).